# Sitio de Sardes (395 a. C.)
El sitio de Sardes fue una batalla librada, cerca del río Pactolo en 395 a. C. entre las fuerzas espartanas y las persas. El ejército espartano liderado por el rey Agesilao II derrotó al ejército persa bajo el mando del sátrapa Tisafernes. En el campo de batalla murieron 600 espartanos y 6000 persas.